# Batalla de Waliyan
La batalla de Waliyan (también llamada de Wilan o Vâliyân) fue un enfrentamiento armado librado en 1221 durante la invasión mongola de Corasmia, encontrándose los ejércitos del naciente Imperio mongol y los del Imperio jorezmita al mando del joven sah Jalal ad-Din Mingburnu, terminando con una victoria jorezmita. 

## Antecedentes
En diciembre de 1220, el sah Mohamed II de Corasmia murió en una isla del mar Caspio, probablemente de neumonía. Huyó por todo el Imperio jorezmita, fingiendo ir a Bagdad para despistar a los generales mongoles Yebe y Subotai que lo perseguían. Antes de morir nombró como su sucesor a su hijo Jalal ad-Din Mingburnu. Buscando apoyos, el nuevo monarca musulmán se dirigió a la antigua capital de Gurganj, pero las élites de la ciudad prefirieron a su hermano hermano Uzlaq Sah como nuevo sah. Tras descubrir una conspiración para asesinarle, Jalal ad-Din escapó con 300 fieles a través del desierto de Karakum, que atravesó en 16 días, hasta llegar a Nisa, donde derrotó a un destacamento de 700 mongoles. Siguió victorioso a Nishapur para reunir un ejército, pero los mongoles llegaron inesperadamente y debió huir al sudeste. Los invasores lo persiguieron por todo Juistán, pero él consiguió evadirlos hasta llegar a Bost. Ahí se le unió su tío materno, Amin Malik, con 10 000 a 20 000 turcos qangli, jalyi, gúridas, tayikos y oguz y expulsaron a un ejército mongol de Qanhahar después de tres días de batalla. A continuación, Jalal ad-Din se dirigió a Gazni.
Según Ata-Malik Juvayni, cronista persa del siglo XIII, jagan Gengis Jan había enviado 2000 a 3000 mongoles contra el emir Amin Malik, el orientalista británico Henry George Raverty creía que probablemente eran 20 000 a 30 000. Al verse en inferioridad numérica, se retiraron sin pelear y el emir los persiguió hacia Bust y Teginabad (posiblemente Qandahar).
El jagan ordenó a su general (noyan) Shigi Qutuqu sobre el actual centro y sur de Afganistán. En enero de 1221 había tomado Mangutah, Karashah y Utsuz y tenía bajo asedio Saifrud, en la moderna provincia de Gaur. Sin embargo, en abril abandonaron el sitio de Saifrud después que una lluvia llenara de agua las cisternas del fuerte. Durante la primavera, Jalal ad-Din reunió en Gazni miles de turcos y afganos dispuestos a marchar sobre Bamiyán y luchar contra los invasores mongoles. Marcharon a través se Tujaristán y se dirigieron a provincia de Paruán, donde se enteraron de las acciones de los mongoles.

## Combate

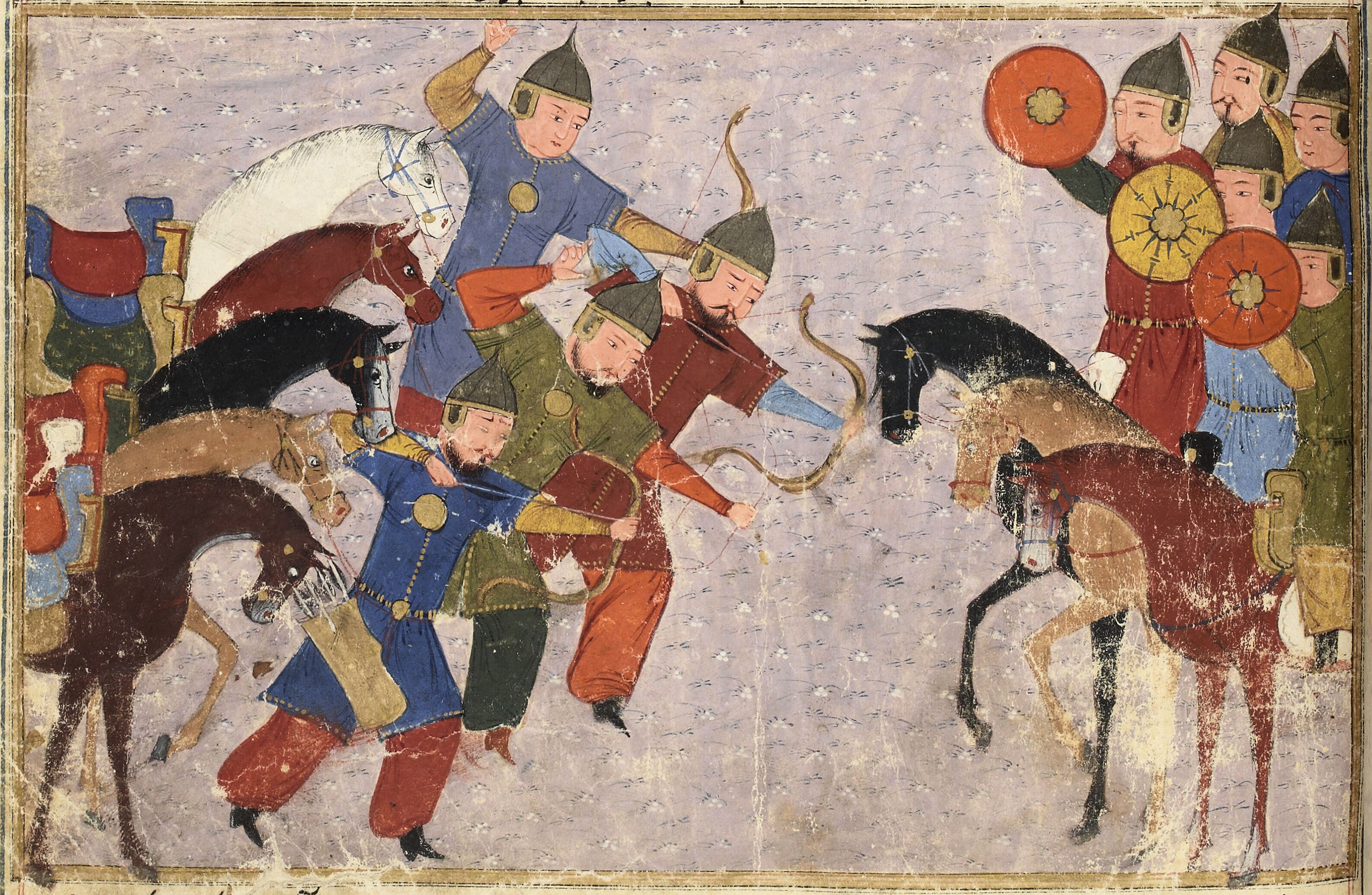
Descripción de la batalla según el Jami' al-tawarikh, aproximadamente 1430.

El sah primero se dirigió a Waliyan (Walishtan o Walishsatan), ciudad bajo asedio de dos contingentes mongoles mandados por Tekejik y Molger. Avanzó rápidamente por las montañas del norte de Paruán, tomando por sorpresa a los mongoles y causándoles unas 1000 bajas. Los invasores se retiraron a través de un río, probablemente el Panshir, y destruyeron un puente para evitar que los siguieran. Hasta la noche, ambos bandos le limitaron a arrojarse flechas mutuamente. Gracias a este retraso, los musulmanes no pudieron impedirles volver con su jagan.
Ibn Fadlallah al-Umari, funcionario del Sultanato mameluco del siglo XIV, escribió en su enciclopedia que poco después Jalal al-Din ocupara Gazni, el jagán envió 12 000 combatientes que fueron vencidos, dejando muchos muertos en el campo.

## Consecuencias
Jalal ad-Din había dejado su equipaje en Paruán, así que regresó a la región poco después. Su victoria dio ánimos a los locales, que se rebelaron y asesinaron a los gobernadores mongoles en varias localidades. Por su parte, Gengis Jan ordenó a Sigi Qutuqu acabar con el sah, produciéndose la batalla de Paruán unos dos días después.

### Primaria
Los libros son citados en números romanos y capítulos y párrafos en números arábigos. Entre paréntesis se usaron los apellidos de los editores o traductores de las ediciones usadas para indicar las páginas. 
- Ali ibn al-Athir. La historia completa. En Richards, D. S. (2016). The Chronicle of Ibn al-Athir for the Crusading Period from al-Kamil fi'I-Ta'rikh. The Years 589-629/1193-1231: The Ayyubids after Saladin and the Mongol Menace (en inglés) III. Londres: Routledge.
- Ata-Malik Juvayni. Historia del conquistador del mundo. En Boyle, John Andrew (1958). The History of the World-Conqueror (en inglés) II. Cambridge: Harvard University Press.
- Ibn Fadlallah al-Umari. Historias de los profetas. En Batur, Ahsen (2014). Türkler Hakkında Gördüklerim ve Duyduklarım (Mesâliku’l-Ebsâr) (en turco). Estambul: Selenge yay. ISBN 978-605-4944-02-6.
- Khwandamir. El amado de las carreras. En Siyaghi, Mohammad (2009). حبيب السير [Habib al-Siyar] (en persa). Isfahán: مرکز تحقیقات رایانه ای قائمیه.
- Minhaj-i Siraj Juzjani. Una historia general de las dinastías mahometanas de Asia. En Raverty, H. G. (1970). Tabakat-I-Nasiri (en inglés) II. Nueva Delhi: Oriental Books Reprint Corporation.
- Rashid-al-Din Hamadani. Compendium de Crónicas. En Arends, Alfred Kárlovich (1946). Сборник летописей (Книга 2) (en ruso) I. Moscú: Institut vostokovedenii︠a︡ (Akademii︠a︡ nauk SSSR).
- Shihab al-Din Muhammad al-Nasawi. Biografía de Jalal ad-Din Mingburnu. En Bunyatov, Ziya Musáyevich (1996). Сират ас-султан Джалал ад-Дин Манкбурны (en ruso). Moscú: Восточная литература.

### Moderna
- Barthold, Vasily V. (1928). Turkestan Down to the Mongol Invasion (en inglés) (2ª edición). Londres: Oxford.
- Buniyatov, Z. M. (2015).  Shahin Mustafayev; Thomas Welsford, ed. A History of The Khorezmian State under the Anushteginids 1097–1231 (en inglés). Samarcanda: IICAS. Traducción uzbeko-inglés por Ali Efendiyev. ISBN 978-9943-357-21-1.
- Jalali, Ali Ahmad (2021). Afghanistan: A Military History from the Ancient Empires to the Great Game (en inglés). Lawrence: University Press of Kansas. ISBN 9780700632633.
- Lemkin, Raphael (2012).  Steven Leonard Jackobs, ed. Lemkin on Genocide (en inglés). Lanham: Lexington Books. ISBN 9780739145289.
- McLynn, Frank (2015). Genghis Khan: his conquests, his empire, his legacy (en inglés). Boston: Da Capo Press. ISBN 978-0-306-82395-4.
- Sverdrup, Carl F. (2017). The Mongol Conquests: The Military Campaigns of Genghis Khan and Sübe'etei (en inglés). Amherst: Helion & Company. ISBN 978-1913336059.
- Matthee, Rudi; Mashita, Hiroyuki (2011). «Kandahar IV. From The Mongol Invasion Through the Safavid Era». Encyclopædia Iranica (en inglés) XV (5): 478-484.

- Datos: Q124617395
- Multimedia: Battle of Waliyan / Q124617395